# Stachystemon
Stachystemon é um género botânico pertencente à família Picrodendraceae.